# Riera de Cabrils
La riera de Cabrils es un curso fluvial de régimen torrencial que nace en la vertiente oriental de la sierra de la Marina y, tras regar los municipios barceloneses de Cabrils y de Vilassar de Mar, desemboca directamente en el mar Mediterráneo, tras un recorrido que no supera los cinco kilómetros. 
- Datos: Q9069173
- Multimedia: Riera de Cabrils / Q9069173